# الا دارلینگ
الا دارلینگ (انگلیسی: Ela Darling؛ زادهٔ ۱۹۸۶ (۳۸–۳۹ سال)) کتابدار، هنرپیشه، کارآفرینی و پرن‌استار اهل ایالات متحده آمریکا است. او یکی از بنیانگذاران شرکت واقعیت مجازی
VRTube.xxx است. طبق نیویورک تایمز، دارلینگ نخستین کسی است که در سال ۲۰۱۴ از تکنولوژی واقعیت مجازی برای ساخت سناریو شهوت‌انگیز استفاده کرده‌است.